# Charlie Pasarell

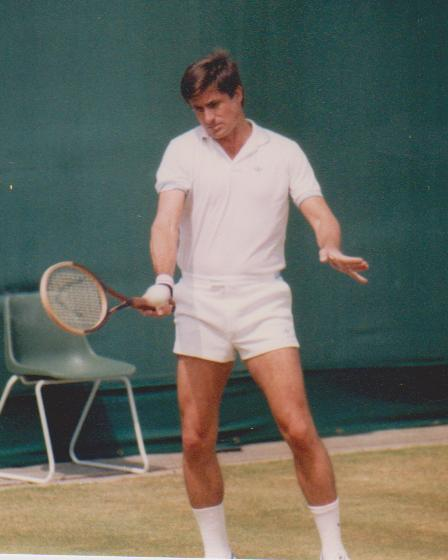
Charlie Paserell es un jugador de tenis nacido en 12 de febrero de 1944 su edad actual es 78 años y el lugar de nacimiento es San Juan de Puerto Rico.En su carrera como jugador de tenis ganó 23 torneos y 30 torneos de doble. Llegó a cuartos de final del Wimbledon en 1972 y cuartos del campeonato Nacional De Estados Unidos 1965

Charlie Pasarell (n, 12 de febrero de 1944) es un jugador puertorriqueno de tenis. En su carrera conquistó 23 torneos y 30 torneos de dobles. Llegó a cuartos de final de Wimbledon en 1976 y a cuartos de final del Campeonato nacional de Estados Unidos en 1965.